# Machine Gun Kelly (Musiker)

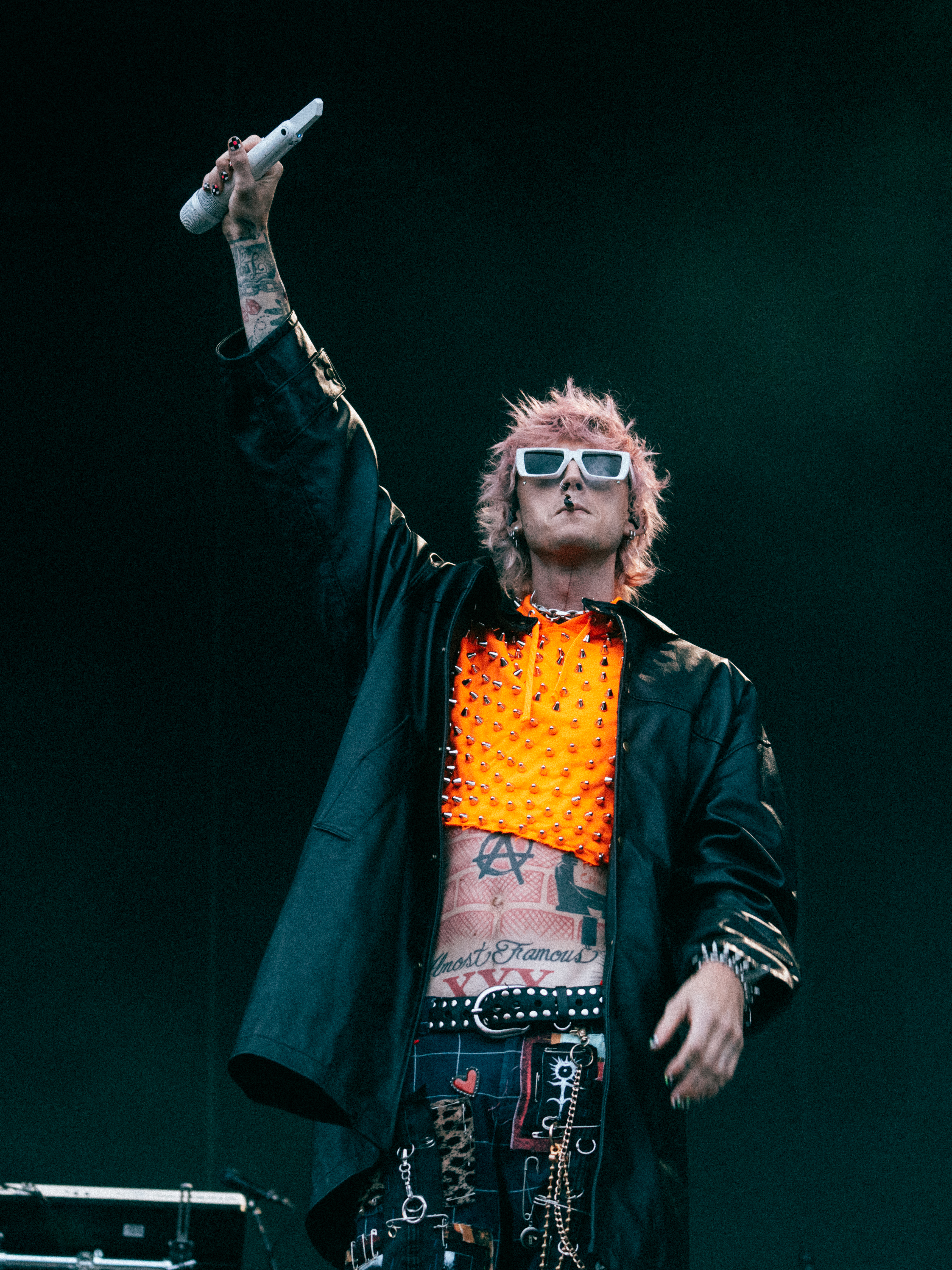
Machine Gun Kelly auf dem Lollapalooza in Berlin (2022)

Machine Gun Kelly, auch MGK (* 22. April 1990 in Houston, Texas; bürgerlich Colson Baker), ist ein US-amerikanischer Rapper, Sänger, Songwriter und Schauspieler aus Cleveland, Ohio. Er steht bei Sean Combs’ Label Bad Boy Entertainment unter Vertrag und ist bekannt für eine Vermischung von Hip-Hop mit Rock bzw. Pop-Punk.

## Leben und Wirken

### Leben
Machine Gun Kelly wurde am 22. April 1990 in Houston, Texas als Colson Baker geboren. Seine Eltern sind Missionare, weswegen er bereits in jungen Jahren mehrfach umziehen musste. So wuchs er unter anderem einige Zeit lang in Deutschland, Ägypten, Denver, Chicago, Los Angeles und in Cleveland auf. Weil er während seiner ersten vier Lebensjahre in Ägypten aufwuchs, lernte er Arabisch zu sprechen. Als die Familie zurück in die USA zog, besuchte er in Denver die sechste und siebte Klassenstufe der Hamilton Middle School. Zu diesem Zeitpunkt kam er durch die Musik von DMX und Ludacris erstmals mit Hip-Hop und Rap in Berührung. Im Alter von 14 Jahren zog Baker nach Cleveland, Ohio, wo er die Shaker Heights High School besuchte.
Im Juli 2009 wurde Baker Vater. Auch nach der Trennung von der Mutter hält er den Kontakt zu seiner Tochter aufrecht und nimmt sie gelegentlich mit auf Veranstaltungen.
Im Juni 2020 gaben Baker und Megan Fox bekannt, ein Paar zu sein. Am Dienstag, den 11. Januar 2022, gaben beide auf ihren Social-Media-Kanälen ihre Verlobung bekannt. Im März 2024 gab sie die Lösung der Verlobung bekannt, bevor es im November 2024 zur Trennung kam. Am 27. März 2025 wurden sie Eltern einer Tochter.

### Karriere

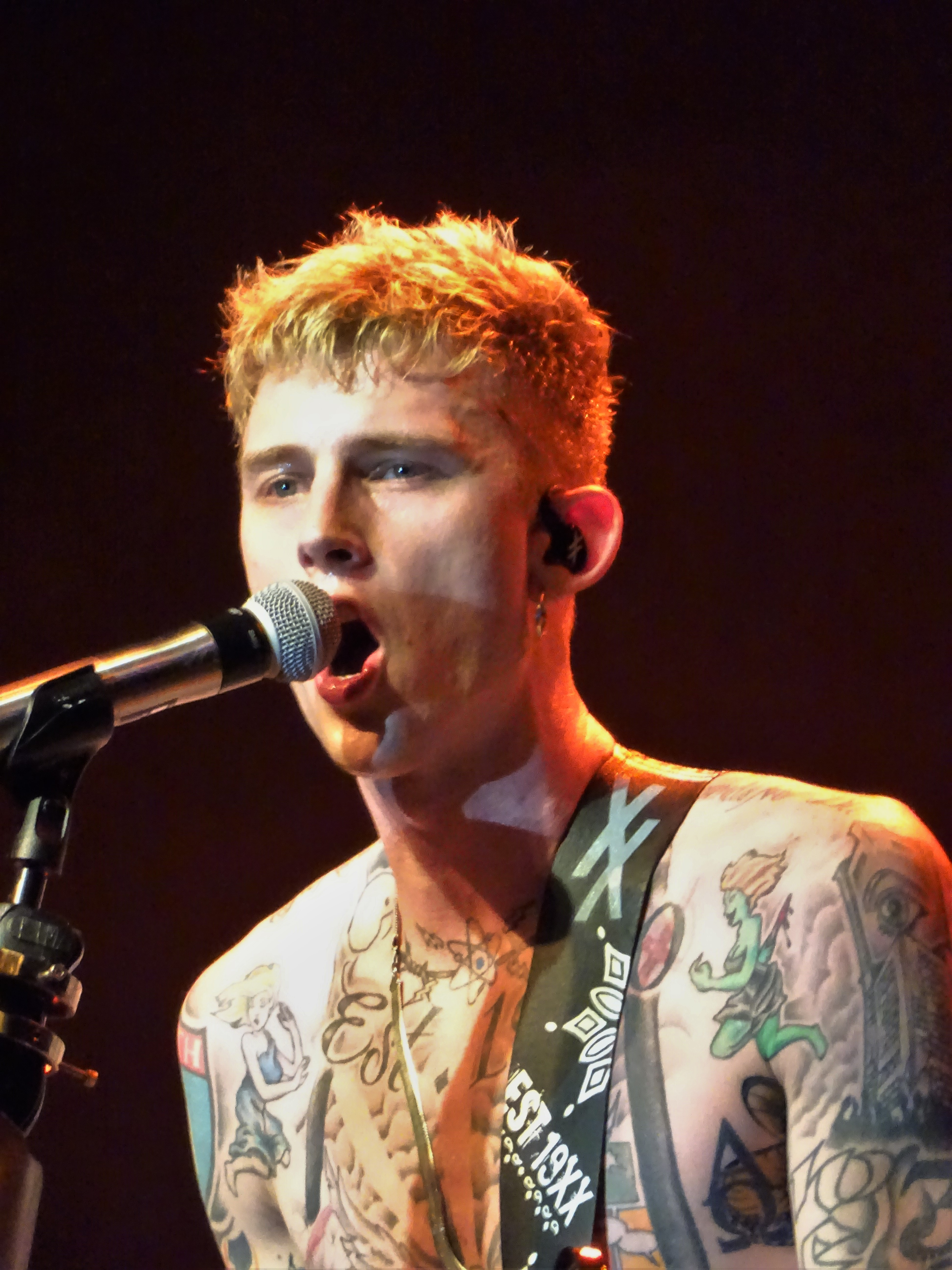
Machine Gun Kelly, Summerfest Milwaukee 2018

Im Jahr 2009 nahm Baker an einem Talentwettbewerb teil, den er zwei Mal gewinnen konnte. Erste Bekanntheit erlangte er durch einen Auftritt bei MTV2, als er Teil der Sucker Free Freestyle-Sendung war. Im Februar 2010 erschien das erste Mixtape 100 Words and Running. Sein Debüt auf nationaler Ebene feierte er mit der Single Alice in Wonderland, welche auf einer Midwest-Block-Starz-Kompilation des Labels Block Starz Music erschien. Im November des gleichen Jahres folgte mit Lace Up das zweite Mixtape. Auf dieser ist das Lied Cleveland enthalten, welches einige Zeit lang bei Heimspielen der Cleveland Cavaliers gespielt wurde. Als Dank erhielt er 2016 einen Championship Ring der Cavaliers.
Im Jahr 2011 wurde er im XXL gefeatured. Im März 2011 spielte er auf dem SXSW in Austin, Texas, wo er von Sean Combs entdeckt wurde. Dieser nahm ihn bei seinem Label Bad Boy Records unter Vertrag. Im November 2011 erschien die Single Wild Boy mit Waka Flocka Flame als Gastrapper. Im Februar 2012 gab Baker, welcher sich inzwischen Machine Gun Kelly nennt, an, eine EP unter dem Namen Half Naked and Almost Famous veröffentlichen zu wollen. Diese erschien im März 2012. Im Oktober 2012 folgte mit Lace Up das Debütalbum, welches sich prompt auf Platz 4 in den US-Albumcharts platzierte. Zeitweilig fungierte Machine Gun Kelly als MGK, wechselte seinen Namen jedoch wieder. Im Juni 2013 erschien mit Black Flag ein weiteres Mixtape, auf dem unter anderem Kellin Quinn von Sleeping with Sirens, French Montana, Dub-O, Sean McGee und Tezo zu hören sind. Die Zusammenarbeit mit Kellin Quinn kam zustande, da Machine Gun Kelly im selben Jahr bereits mit seiner Band in dem Lied Alone aus dem Album Feel zusammenarbeitete.
Anfang 2014 hieß es, dass Machine Gun Kelly mit den Arbeiten an seinem zweiten Album beginnen wird. 2014 trat er als Schauspieler in Beyond the Lights in Erscheinung. 2015 spielte er Wesley „Wes“ Mason in der Showtime-Serie Roadies. Am 16. Oktober 2015 erschien sein zweites Studioalbum General Admission. Zur Promotion des Albums veröffentlichte er vor Release die beiden Singles Till I Die und A Little More. Im Jahr 2016 trat er als Schauspieler in Nerve auf. Dort spielt er Tyler, der mit Ian um den Sieg kämpft und waghalsige Stunts vollführt. Ebenfalls 2016 erschien eine Single namens Bad Things in Zusammenarbeit mit Camila Cabello. 2017 erschien sein drittes Album Bloom. Dieses hielt sich in Deutschland eine Woche an 43. Stelle der Charts. 2018 erschien zwei Wochen nach seiner Single Rap Devil die dazugehörige EP Binge. Im selben Jahr spielte er neben Sandra Bullock und Trevante Rhodes als Felix in Bird Box – Schließe deine Augen mit. In The Dirt – Sie wollten Sex, Drugs & Rock’n’Roll, der Netflix-Verfilmung der gleichnamigen Bandbiografie über Mötley Crüe, verkörperte er 2019 Tommy Lee.
Am Anfang der Covid-19-Pandemie veröffentlichte Machine Gun Kelly in seinen Lockdown Sessions verschiedene Coverversionen und Samples, unter anderem den Song Misery Business von Paramore, zusammen mit Yungblud Champagne Supernova von Oasis und love on the brain von Rihanna.
Anfang Juli 2019 veröffentlichte Machine Gun Kelly sein viertes Studioalbum Hotel Diablo, das Platz 75 der deutschen Charts erreichte. Im Mai 2020 erschien die Single Bloody Valentine. In dem dazugehörigen Musikvideo ist die US-amerikanische Schauspielerin Megan Fox zu sehen. Am 25. September 2020 erschien sein fünftes Album Tickets to My Downfall, an dem auch Travis Barker mitwirkte.
Im Herbst 2021 kündigte Machine Gun Kelly sein zweites Album mit Musikproduzent Travis Barker an. Den Namen des Albums Born with Horns ließen sich beide Künstler auf ihren linken Unterarm tätowieren. Später wurde der Albumtitel in Mainstream Sellout geändert.
Im Jahr 2022 hatte der zum Teil autobiografische Spielfilm Taurus von Tim Sutton in der Berlinale seine Premiere, in dem Machine Gun Kelly die Hauptrolle des Rappers Cole übernahm. Zu den weiteren Darstellern zählen Maddie Hasson sowie Scoot McNairy und Megan Fox. Am 20. November 2022 gewann er seinen ersten American Music Award in der Kategorie Best Rock Artist. Dieser Preis wurde nach einem Online-Fanvoting vergeben.
Im Jahr 2023 wurde er dreimal für den Negativpreis Goldene Himbeere nominiert: Schlechteste Regie, Schlechtestes Drehbuch und Schlechtestes Leinwandpaar für Good Mourning.
Am 21. Februar 2024 erschien die Single don‘t let me go. Anschließend veröffentlichte er im März die EP genre: sadboy zusammen mit dem amerikanischen Musiker Trippie Redd.
Im Juli 2024 erschien die Single Lonely Road in Kooperation mit Jelly Roll. Sie ließen sich dabei von Take Me Home, Country Roads inspirieren.
Am 10. November 2024 performte er in der Halbzeitshow beim NFL-Spiel in München, welches zwischen den Carolina Panthers und den NY Giants stattfand.

## Diskografie
Studioalben

| Jahr | Titel Musiklabel                             | Höchstplatzierung, Gesamtwochen, AuszeichnungChartplatzierungen (Jahr, Titel, Musiklabel, Platzierungen, Wochen, Auszeichnungen, Anmerkungen) | Höchstplatzierung, Gesamtwochen, AuszeichnungChartplatzierungen (Jahr, Titel, Musiklabel, Platzierungen, Wochen, Auszeichnungen, Anmerkungen) | Höchstplatzierung, Gesamtwochen, AuszeichnungChartplatzierungen (Jahr, Titel, Musiklabel, Platzierungen, Wochen, Auszeichnungen, Anmerkungen) | Höchstplatzierung, Gesamtwochen, AuszeichnungChartplatzierungen (Jahr, Titel, Musiklabel, Platzierungen, Wochen, Auszeichnungen, Anmerkungen) | Höchstplatzierung, Gesamtwochen, AuszeichnungChartplatzierungen (Jahr, Titel, Musiklabel, Platzierungen, Wochen, Auszeichnungen, Anmerkungen) | Höchstplatzierung, Gesamtwochen, AuszeichnungChartplatzierungen (Jahr, Titel, Musiklabel, Platzierungen, Wochen, Auszeichnungen, Anmerkungen) | Höchstplatzierung, Gesamtwochen, AuszeichnungChartplatzierungen (Jahr, Titel, Musiklabel, Platzierungen, Wochen, Auszeichnungen, Anmerkungen) | Anmerkungen                                                    |
| Jahr | Titel Musiklabel                             | DE | AT | CH | UK | US | R&B | Rock | Anmerkungen                                                    |
| ---- | -------------------------------------------- | --- | --- | --- | --- | --- | --- | --- | -------------------------------------------------------------- |
| 2012 | Lace Up Bad Boy Entertainment                | — | — | — | — | US4 Gold · (12 Wo.)US | R&B2 (58 Wo.)R&B | — | Erstveröffentlichung: 9. Oktober 2012 Verkäufe: + 500.000      |
| 2015 | General Admission Bad Boy Entertainment      | DE94 (1 Wo.)DE | — | CH72 (1 Wo.)CH | — | US4 Gold · (5 Wo.)US | R&B1 (20 Wo.)R&B | — | Erstveröffentlichung: 16. Oktober 2015 Verkäufe: + 500.000     |
| 2017 | Bloom Bad Boy Entertainment                  | DE43 (1 Wo.)DE | AT36 (1 Wo.)AT | CH28 (1 Wo.)CH | UK37 (1 Wo.)UK | US8 Platin · (18 Wo.)US | R&B3 (7 Wo.)R&B | — | Erstveröffentlichung: 12. Mai 2017 Verkäufe: + 1.025.000       |
| 2019 | Hotel Diablo Bad Boy Entertainment           | DE75 (1 Wo.)DE | AT37 (1 Wo.)AT | CH36 (2 Wo.)CH | UK43 Silber · (2 Wo.)UK | US5 Gold · (20 Wo.)US | R&B4 (6 Wo.)R&B | — | Erstveröffentlichung: 5. Juli 2019 Verkäufe: + 591.500         |
| 2020 | Tickets to My Downfall Bad Boy Entertainment | DE11 (25 Wo.)DE | AT5 (54 Wo.)AT | CH24 (4 Wo.)CH | UK3 Gold · (46 Wo.)UK | US1 Platin · (101 Wo.)US | — | Rock1 (97 Wo.)Rock | Erstveröffentlichung: 25. September 2020 Verkäufe: + 1.254.000 |
| 2022 | Mainstream Sellout Bad Boy Entertainment     | DE3 (16 Wo.)DE | AT3 (19 Wo.)AT | CH7 (6 Wo.)CH | UK2 Gold · (8 Wo.)UK | US1 Gold · (25 Wo.)US | — | Rock1 (23 Wo.)Rock | Erstveröffentlichung: 25. März 2022 Verkäufe: + 644.000        |

## Filmografie
- 2014: Beyond the Lights
- 2016: The Land
- 2016: SLC Punks 2: Punks dead
- 2016: Nerve
- 2016: Viral
- 2016: Roadies (Fernsehserie, zehn Folgen)
- 2018: Bird Box – Schließe deine Augen (Bird Box)
- 2019: Big Time Adolescence
- 2019: Captive State
- 2019: The Dirt – Sie wollten Sex, Drugs & Rock’n’Roll (The Dirt)
- 2020: Project Power
- 2020: The King of Staten Island
- 2021: Downfalls High (Regie)
- 2021: Midnight in the Switchgrass – Auf der Spur des Killers (Midnight in the Switchgrass)
- 2021: The Last Son
- 2022: Taurus
- 2022: Jackass Forever
- 2022: Good Mourning
- 2022: Life in Pink
- 2024: Ein Jackpot zum Sterben! (Jackpot!)